# Oospila nivetacta
Oospila nivetacta är en fjärilsart som beskrevs av W. Warren 1906. Oospila nivetacta ingår i släktet Oospila och familjen mätare. Inga underarter finns listade i Catalogue of Life.